# Умар, Амину
Амину Умар (англ. Aminu Umar; род. 6 марта 1995, Абуджа) — нигерийский футболист, нападающий турецкого клуба «Тузласпор».

## Клубная карьера
Карьеру футболиста Амину Умар начал в 2011 году, выступая за нигерийский клуб «Викки Туристс», представлявший город Баучи в нигерийской Премьер-лиге.
Летом 2013 года Амину Умар стал игроком турецкого клуба «Самсунспор», выступавшего в Первой лиге. 17 августа 2013 года он дебютировал в лиге, в домашнем матче своей команды против «Истанбул Башакшехира». 25 ноября Умар забил первый гол за «Самсунспор», сравняв счёт в домашнем поединке с «Аданаспором». А спустя 5 дней он оформил дубль в сверхрезультативной встрече своей команды с клубом «Мерсин Идманюрду».
В середине января 2015 года Умар стал игроком столичного клуба «Османлыспор», вернувшегося по итогам Первой лиги 2014/2015 в Суперлигу. 16 августа 2015 года он дебютировал в главной турецкой лиге, в домашнем матче против «Кайсериспора». Первый гол на высшем турецком уровне Умар забил 11 декабря 2015 года, поставив точку в разгроме «Бурсаспора».

## Международная карьера
В составе молодёжной сборной Нигерии Амину Умар играл на Чемпионате мира по футболу среди молодёжных команд, проходившем летом 2013 года на полях Турции. Умар отметился на этом турнире дублем в ворота молодёжной сборной Кубы.